# EasyPass
EasyPass（イージーパス）は、アートサービス株式会社が提供する建設キャリアアップシステムに対応した、専用のカードリーダーシステム。

## 概要
- 一般財団法人建設業振興基金が構築する建設キャリアアップシステム（CCUS）と連携した民間開発のシステム「就業履歴データ登録標準API連携認定システム」の一つ[2][3]。
- カードリーダーシステムの利用によって、技能者の就業履歴の蓄積、現場の入場管理等の効率化に活用できるなどのメリットがある[4]。
- カードリーダー本体にカード情報の読み取りと送信機能を搭載しており、携帯電話網4G（LTE）を活用してCCUS本体のクラウドサービスと連携するため、通信設備やPCなどを追加で設けることなく電源供給のみで稼働する。
- 鹿島建設、新菱冷熱工業、戸田建設、大成建設、三機工業、淺沼組、奥村組など多くの建設会社で導入されている[5]。

## 沿革
- 2018年9月1日、アートサービス株式会社（株式会社アート子会社）が、「EasyPass」カードリーダーをリリース。建設キャリアアップシステム対応業務を開始[6]。
- 2019年3月20日、鹿島建設によりEasyPassと連携した建設キャリアアップシステムの試験運用が開始される[7]。
- 2019年3月27日、「EasyPass」が建設キャリアアップシステム「就業履歴データ登録標準API連携認定システム」に第1号で認定を取得[8]。